# Arcugowo
Arcugowo is een plaats in het Poolse district  Gnieźnieński, woiwodschap Groot-Polen. De plaats maakt deel uit van de gemeente Niechanowo en telt 140 inwoners.

## Verkeer en vervoer
- Station Arcugowo